# Colegio de San Bernardo

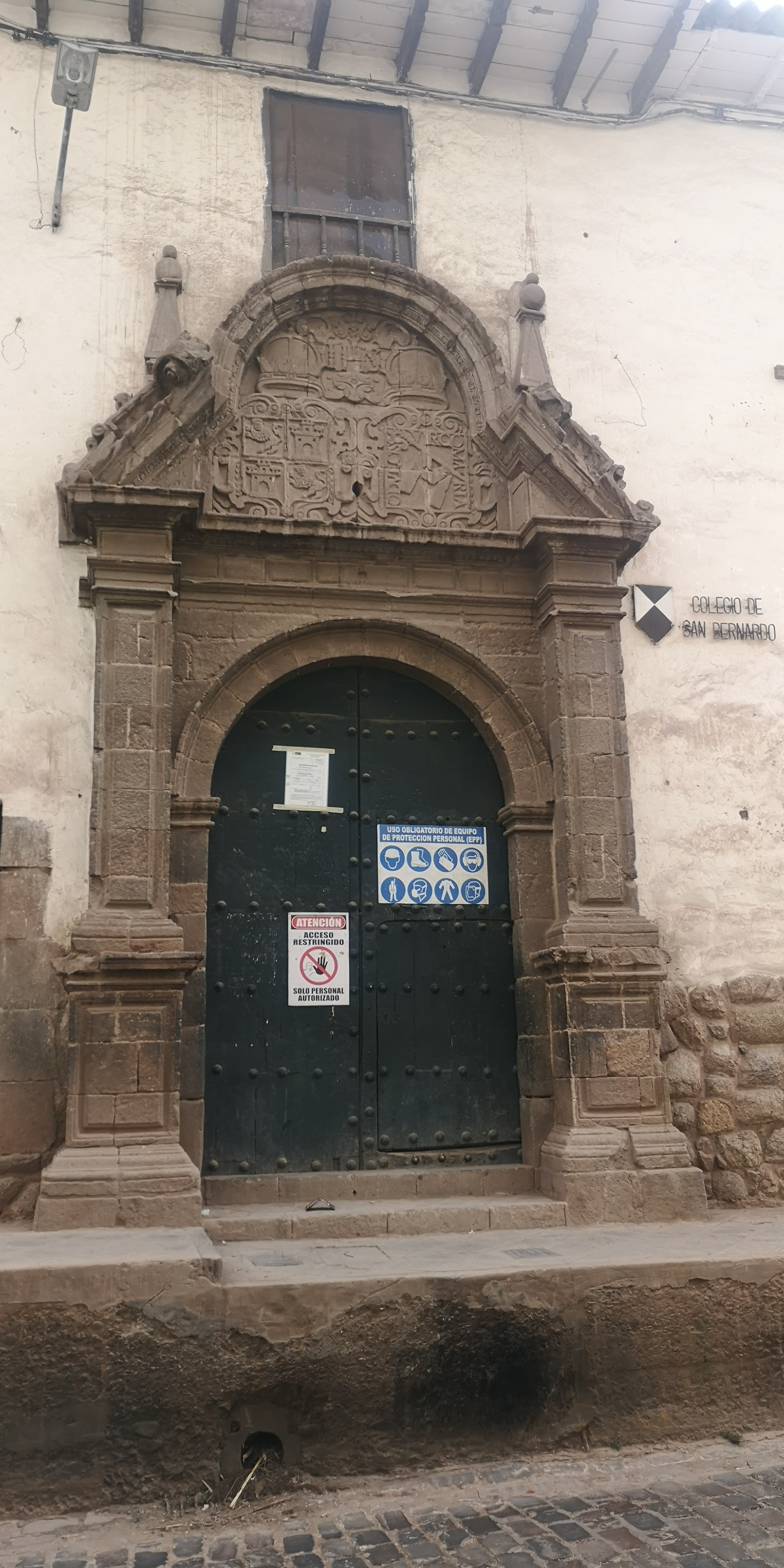
Puerta principal del Colegio

El Colegio de San Bernardo es un edificio colonial ubicado en la ciudad del Cusco, Perú. Actualmente en refacción, alojará a Casa de Cultura de la Municipalidad Provincial del Cusco. 
Desde 1972, el inmueble forma parte de la Zona Monumental del Cusco, declarada como Monumento Histórico del Perú. Asimismo, desde 1983, por estar situada dentro del casco histórico de la ciudad del Cusco, forma parte de la zona central declarada por la UNESCO como Patrimonio Cultural de la Humanidad.

## Historia
Luego de la fundación española de la ciudad, se realizó el reparto de los solares entre los conquistadores españoles. El solar donde actualmente se levanta el Colegio de San Bernardo se entregó originalmente a Alonso de Toro (cuya casa aún se encuentra en pie en la esquina de las calles Marqués y San Bernardo) y posteriormente a Tomás Vasquez. En 1571, la Compañía de Jesús llegó al Cusco. Muchas familias acaudaladas que simpatizaban con los jesuitas adquirieron inmuebles y se los donaron. Las principales donaciones correspondieron a Diego de Silva y su esposa Tereza Orgóñez.
En 1619 la Compañía de Jesús fundó en el mismo solar donde hoy se levanta el inmueble el Colegio de San Bernardo Abad y el Colegio de la Transfiguración que funcionó en la Plaza de Armas. Este local funcionó como dormitorio para los estudiantes que cursaban sus estudios en el local de la Plaza de Armas. El primer superior del Colegio fue el padre Pedro de Molina. Gracias a provisión del virrey Francisco de Borja y Aragón, príncipe de Esquilache, el colegio serviría para la educación de los hijos de los pobladores españoles mientras que el Colegio de San Francisco de Borja se ocuparía de la educación de los hijos de los caciques. El 23 de julio de 1619 se iniciaron los estudios con trece colegiales. Ante intentos de oposición al colegio, el mismo virrey ratificó su fundación y le otorgó el título de Colegio Real el 16 de agosto de 1620. Posteriormente, con la creación de la Universidad de San Ignacio, el sistema educativo de la Compañía de Jesús en el Cusco se completó. El local debió quedar totalmente construido hacia 1698 con excepción de la capilla que debió estar totalmente terminada en 1729.
Tras la expulsión de los jesuitas en 1767, el Colegio continuó funcionando, a diferencia de la Universidad de San Ignacio que fue cerrada por la Junta de Temporalidades de Lima en 1772, pero bajo el control del Cabildo del Cusco y la dirección de curas párrocos de la arquidiócesis del Cusco. En 1786, durante el gobierno del Virrey Teodoro de Croix la Junta de Temporalidades decidió que el local de la cerrada universidad jesuita, así como su librería, fueran entregadas en partes iguales al Colegio de San Bernardo y al Seminario de San Antonio Abad. 
En el siglo XIX, durante la estadía de Simón Bolívar en el Cusco, se creó el Colegio de Ciencias y Artes que debía concentrar todos los ramos de la enseñanza por lo que tanto el Colegio de San Bernardo como el de San Francisco de Borja se fusionaron en él. De esa manera, el colegio de San Bernardo dejó de existir de forma autónoma a diferencia del de San Francisco de Borja que volvería a funcionar en el siglo XX. No obstante, se mantuvo su tradición en el actual Colegio Ciencias cuyo patrón sigue siendo San Bernardo.
Ante la extinción del Colegio, el local del mismo fue destinado por Simón Bolívar como local del Colegio Educandas junto al Colegio San Buenaventura hasta mediados del siglo XIX cuando el colegio de mujeres fue ubicado a su actual local en el antiguo hospital de San Juan de Dios. Desde entonces, el inmueble alojó a la Alcaldía y la Corte Superior de Justicia, Biblioteca Municipal, sede del Instituto Nacional de Cultura y de la Dirección Regional de Cultura del Cusco.
El Terremoto de 1950 afectó totalmente el inmueble quedando todas sus salas inhabitables. El Instituto Nacional de Cultura llevó adelante la restauración del bien mediante el Centro regional Sur de Investigación y Restauración de Bienes Monumentales. Como efecto del terremoto y la restauración, la puerta del inmueble quedó a una altura de más de un metro de la calzada de la Calle San Bernardo a pesar de que antes tenían el mismo nivel.

## Arquitectura
El Colegio Real de San Bernardo consta de una capilla con puerta a la Calle San Bernardo cuyo eje corre paralelo a la calle. Esta capilla cuenta con una puerta propia hacia la calle. La puerta principal comunica con un claustro de dos cuerpos. Antiguamente existía, más al interior, una segunda capilla llamada de Loreto. Los cimientos de toda la estructura son de grandes piedras incaicas pero reutilizadas por los españoles que construyeron sobre ellos las paredes de adobe y techos de dos aguas cubiertos de tejas.
Las portadas constan ambas con dos pilastras con sendos pedestales limitando el vano de la puerta que culminan en arco de medio punto. Los pedestales cuentan con zócalo, cornisa y basa y culminan en un entablamento que soporta al frontón. En la puerta principal el frontón se abre en forma semicircular dejando amplió tímpano donde está tallado un escudo. Esta portada data del último tercio del siglo XVII.

#### Libros y publicaciones
- Angles Vargas, Victor (1983). Historia del Cusco Colonial Tomo II Libro segundo. Lima: Industrialgrafica .S.A.
- Guibovich Pérez, Pedro (2006). «Como güelfos y gibelinos: los colegios de San Bernardo y San Antonio Abad en el Cuzco durante el siglo XVII». Revista de Indias 66 (236). Consultado el 9 de septiembre de 2019.
- Kubler, George (1953). «Cuzco Reconstrucción de la ciudad y restauración de sus monumentos Informe de la misión enviada por la Unesco en 1951». UNESCO. Consultado el 26 de agosto de 2019.

- Datos: Q67200716
- Multimedia: Colegio San Bernardo (Cusco) / Q67200716